# Цепея лісова
Цепея лісова, або равлик смугастий лісовий (Cepaea nemoralis (Linnaeus, 1758)) — вид наземних молюсків класу Черевоногих (Gastropoda) підкласу легеневих (Pulmonata) родини справжніх равликів (Helicidae).

## Опис черепашки
У дорослих особин висота черепашки коливається переважно в діапазоні від 12 до 22 (рідше — до 28) мм, ширина (діаметр) черепашки — від 18 до 25 (рідше — до 32) мм. Має близько 5 обертів. Черепашка низько-дзигоподібна. Пупок повністю закритий (лише в рідкісних випадках залишається вузька щілина), у молодих особин — дуже вузький, найчастіше напівзакритий. Поверхня черепашки тонко і нерівномірно радіально покреслена. Характерна ознака виду — краї устя забарвлені у темно-коричневий, губа і парієтальна стінка черепашки — у трохи світліший колір. Забарвлення черепашки надзвичайно поліморфне. Черепашка жовта, рожева, рідше — коричнева або біла; має від 1 до 5 темних спіральних смуг, досить часто без смуг. Найчастіше зустрічаються морфи 00000, 00300, 00345 та 12345.

## Можливі помилки у визначенні
За черепашки Cepaea nemoralis нерідко помилково приймають черепашки широко розповсюдженого на території України виду Cepaea vindobonensis з повністю закритим пупком. Види досить добре відрізняються забарвленням (у C. vindobonensis ніколи не буває рожевих або інтенсивно коричневих черепашок, а також типових для C. nemoralis морф 00000 та 00300), положенням п'ятої смуги (у C.vindobonensis проходить ближче до пупка), грубшою поверхневою скульптурою у C.vindobonensis.

## Розповсюдження
Вид західноєвропейського походження. Зараз розповсюджений переважно в Західній та Центральній Європі, зустрічається також в інших регіонах Європи. Завезений до Америки. Для України часто згадували помилково, внаслідок неправильного визначення окремих особин широко розповсюдженого на нашій території Cepaea vindobonensis. Відомі поодинокі достовірні знахідки цього виду на заході України (Львівська, Хмельницька області) наприкінці ХХ — на початку ХХІ ст. Проте не відомо, чи є там успішні колонії цього виду на даний час.

## Екологія
У природному ареалі заселяє широкий спектр біотопів — від букових лісів до піщаних дюн. У Львові на рубежі ХХ і ХХІ ст. мешкав в одному з міських парків, не досягаючи значної чисельності. В останні роки не спостерігався. Можливо, кліматичні умови заходу України не сприяють C. nemoralis. Хоча великі колонії цього виду можна побачити зараз навіть у Підмосков'ї, де клімат відзначається ще більшою континентальністю, а зими значно суворіші.